# 贝纳瓜西尔
贝纳瓜西尔，是西班牙巴伦西亚自治区巴伦西亚省的一个市镇。总面积25平方公里，总人口9116人（2001年），人口密度365人/平方公里。